# 2 Männer, 2 Frauen – 4 Probleme!?
2 Männer, 2 Frauen – 4 Probleme!? ist eine deutsche Beziehungskomödie aus dem Jahr 1998. Regie führte Vivian Naefe.

## Handlung
Die beiden Münchner Paare Eva und Luis sowie Nick und Charlotte könnten unterschiedlicher nicht sein. Evas und Luis’ Leben besteht aus Chaos und Geldproblemen. Eva hält als Kellnerin die Familie seit Jahren finanziell über Wasser. Mit Geburt der beiden Kinder hat Eva deutlich zurückgesteckt, um ihren Mann Luis, einen erfolglosen Maler, auch weiterhin seinen Traum leben zu lassen. Die Kinder der beiden machen die Sache nicht einfacher. Der 6-jährige Florian ruft aus Langeweile die Feuerwehr, was einen teuren Einsatz nach sich zieht. Die 3-jährige Rosa spricht kein Wort und benötigt immer noch Windeln. Im Gegensatz dazu steht das Ehepaar Nick und Charlotte. Nick ist ein erfolgreicher, arroganter, unter akuter Kinder-Allergie leidender Staranwalt, Charlotte eine erfolgreiche Bankerin. Gemeinsam gönnen sie sich einen sehr gehobenen Lebensstil. Das Liebesleben ist jedoch nichts weiter als ein weiterer, gerne abgesagter Termin im prall gefüllten Kalender.
Auf einer Kunstausstellung von Charlottes Bank lernt sie Luis kennen. Die beiden beginnen eine Affäre und beschließen nach einiger Zeit in den Liebesurlaub nach Venedig zu verreisen. Eva lernt derweil durch Zufall Nick im Restaurant kennen. Die Kellnerin und der Gast geraten in Streit, woraufhin Eva ihren Job verliert. Charlotte gibt vor, auf Geschäftsreise zu gehen, Luis behauptet kurzfristig ein einwöchiges Kunst-Stipendium in London erhalten zu haben. Da Luis am nächsten Tag das Familienfoto zu Hause vergisst, bitten Florian und Rosa ihre Mutter, dem Vater das Foto zum Flughafen zu bringen. Dort sieht Eva zufällig das Pärchen Charlotte und Luis, das sich verliebt küsst. Durch einen Zeitungsartikel bzgl. eines Preises, der Charlotte vor kurzem verliehen wurde, erkennt Eva sie. Sie läuft ihnen hinterher, wird aber von der Polizei wegen einer vermeintlichen Pistole, bei der es sich lediglich um eine Wasserpistole der Kinder handelt, aufgehalten.
Von Venedig aus ruft Luis zu Hause an, spricht auf den Anrufbeantworter und gibt vor, gut in London angekommen zu sein. Jedoch hört Eva die Glocken des Markusdoms und kennt dadurch Luis’ wahren Aufenthalt. Da im Zeitungsartikel auch Charlottes Mann Nick erwähnt wird, entwickelt Eva den Plan, Nick zu entführen, um mit ihm und den Kindern über das Wochenende nach Venedig zu fahren und die untreuen Ehepartner gemeinsam zu stellen. Mit vorgehaltener Wasserpistole zwingt sie Nick in ihr altes Auto, fesselt ihn mit Handschellen und fährt Richtung Süden. Während der Fahrt setzt sie Nick vom Plan in Kenntnis, der ihr allerdings kein Wort glaubt. Er bietet ihr 20.000 DM, wenn sie ihn gehen lässt, was Eva ablehnt. Nicks Lage ist umso misslicher, da er kommende Woche einen wichtigen Fall vor Gericht hat, bei dessen Gewinn sein Mandant 200 Angestellte entlassen und somit hohe Kosten einsparen kann. Eva kann dies moralisch nicht nachvollziehen, wodurch es immer wieder zu Streit zwischen den beiden kommt. Die Fahrt durch Italien entpuppt sich für beide als beschwerliche Odyssee, bei der Nick ein ums andere Mal versucht, seiner Kidnapperin zu entkommen.
Währenddessen verläuft aber auch der Liebesurlaub von Charlotte und Luis nicht nach Plan und alles andere als romantisch. Erst leidet Luis an Impotenz und fängt sich anschließend auch noch eine Muschelvergiftung mit starkem Durchfall ein. Darüber hinaus kommt es zu ersten Streitigkeiten aufgrund nun bewusst wahrgenommener, schlechter Eigenschaften des jeweils anderen.
Als Eva und Nick schließlich ausgeraubt, ohne Geld und Papiere dastehen, will Nick plötzlich freiwillig nach Venedig – er braucht dringend Geld und einen Pass von der Deutschen Botschaft. Doch gibt es ein Problem – Nick ist Nichtschwimmer und hat panische Angst vor Wasser. In Venedig angekommen hören die Probleme jedoch nicht auf. Die Botschaft ist geschlossen und die Kinder weinen vor Hunger. Nick bekommt Mitleid und unterhält Rosa und Florian, während Eva auf der Suche nach Essen ist. Um sich noch kurz frisch zu machen, machen sie kurz Halt in einem Museum. Da Eva keine Windeln mehr hat, will sie Rosa eine aus Klopapier basteln, doch das Kind geht zum ersten Mal selbstständig auf die Toilette. Die ebenfalls anwesenden Charlotte und Luis verpassen sie nur knapp. Auf dem Weg nach draußen bleiben sie vor dem Bild Die Pilgermadonna von Michelangelo Merisi da Caravaggio stehen. Eva beantwortet Florians Fragen zum Bild und kann Nick dabei mit ihrem Kunstwissen beeindrucken. Sie gehen schließlich in ein Restaurant, um dort zu essen. Nick nimmt fälschlicherweise an, dass Eva Geld besitzt und für die Kosten aufkommen wird. Als sie dies verneint und der Kellner abkassieren möchte, gerät Nick außer sich. Jedoch kann Eva den Restaurantbesitzer mit ihrem Klavierspiel besänftigen und Nick erneut beeindrucken. Während Eva die Gäste unterhält, spült Nick das Geschirr und die beiden dürfen unbehelligt das Restaurant verlassen.
Während sich die Stimmung zwischen Charlotte und Luis weiter verschlechtert, kommt es zu ersten Annäherungen zwischen Eva und Nick. Nach einer Nacht unter freiem Himmel kommt es während des Schlafens zu einem leidenschaftlichen Kuss zwischen ihnen. Diesen brechen sie allerdings sofort, nach Erkennen des jeweils anderen, ab. Kurz darauf entdeckt Nick Charlotte und Luis in einer vorbeifahrenden Gondel. Für ihn bricht eine Welt zusammen. Da er den Geschmack seiner Frau kennt, findet er das richtige Hotel der beiden. Er wird allerdings vom Personal unter dem Hinweis, dass „der echte“ Nick Leonhard bereits hier wohnen würde, unsanft aus dem Hotel entfernt. Als die Kinder wieder Hunger bekommen, kommt es erneut zum Streit zwischen Eva und dem schlecht gelaunten Nick. Eva verlässt ihn daraufhin mit den Kindern, jedoch ohne Geld, um Florian und Rosa Essen kaufen zu können. Nick plagt das schlechte Gewissen. Er versetzt seine Taschenuhr, um Lebensmittel besorgen zu können, und geht Eva und den Kindern hinterher. Eva ist von der Geste gerührt, hätte doch Nick von dem Geld zurück nach München reisen können. Nick behauptet, das hätte er auch getan, hätte das Geld dafür gereicht.
Nachdem sie stundenlang vor dem Hotel gewartet haben, kauft Nick Florian ein Touristen-T-Shirt und lässt ihn im Hotel weinend behaupten, er sei der Sohn von Charlotte Leonhard. Daraufhin wird Florian der Zimmerschlüssel ausgehändigt mit dem Hinweis, dass ihn ein Angestellter gleich hinauf ins Zimmer bringen würde. Abgelenkt von einem weiteren Hotelgast bemerkt der Rezeptionist allerdings nicht, dass Florian mit dem Schlüssel zu Nick und Eva läuft. Über den Hintereingang gelangen sie schließlich ins Hotel und ins Zimmer. Eva bekommt, angesichts der ganzen Situation, einen Nervenzusammenbruch, wodurch der Einbruch entdeckt wird und die vier des Hotels erneut verwiesen werden.
Charlotte und Luis spazieren zwischenzeitlich durch die Stadt. Während Luis nur noch von seiner eigenen Galerie sowie einer erfolgreichen Geschäftsidee spricht und feiern möchte, ist Charlotte sichtlich genervt. Sie lässt Luis stehen und geht alleine zurück zum Hotel.
Um nicht wieder draußen in der Kälte schlafen zu müssen, steigen Eva, Nick und die Kinder in ein leerstehendes Haus ein. Nachdem die Kinder eingeschlafen sind, entdeckt Eva ein Klavier und beginnt erneut zu spielen. Nick lauscht dem Spiel andächtig und fragt Eva, warum sie ihr Talent nicht längst zum Beruf gemacht habe. Eva gibt als Gründe ihre beiden Kinder an. Sie habe früher vom Klavierspiel in einer Bar gelebt, in der Luis Stammgast war. So hätten sich die beiden kennen und lieben gelernt. Für ihre Familie habe Eva allerdings ihren Traum aufgegeben. Auch Nick erzählt von seinem Werdegang. Nach Abitur und Studium in Rekordzeit mit ausgezeichneten Noten begann er in einer erstklassigen Kanzlei. Doch gibt er zu, immer wieder einsam zu sein und sein Leben als langweilig zu empfinden. Als Antrieb für seinen Erfolg galt sein ärmliches Leben als Kind. Die Eltern, beide Sänger, tingelten mit ihrem Sohn umher. Nick hasste dieses Leben und ging mit 16 Jahren von zu Hause fort, mit dem Wunsch, ein normales, bürgerliches Leben zu führen. Sein Vater konnte diesen Wunsch nicht nachvollziehen und gab seinem Sohn zum Abschied lediglich wortlos die Hand, bevor er sich umdrehte und ging. Eine Aussprache zwischen beiden war jedoch nicht mehr möglich, da Nicks Vater kurz danach verstarb. Nick ist bis heute nicht über diesen Abschied hinweggekommen. Er erzählt Eva, dass er, hätte sein Vater sich nur noch einmal zu ihm umgedreht, zu Hause bei seiner Familie geblieben wäre. Nach diesen offenen Gesprächen kommen sich Eva und Nick erneut näher und schlafen miteinander.
Am nächsten Morgen ist der letzte Tag in Venedig angebrochen. Charlotte hat sich mittlerweile von Luis getrennt. Sie beschließen wieder zurück zu ihren Ehepartnern zu gehen, auch wenn sie diese scheinbar nicht mehr lieben.
Nick konnte mittlerweile neue Pässe und Geld in der Botschaft erhalten. Außerdem hat ihm seine Kanzlei die Unterlagen für die anstehende Gerichtsverhandlung geschickt, was Eva enttäuscht zur Kenntnis nimmt, da er nun wieder der Alte sei. Nick weist Eva darauf hin, dass dies nun mal sein Beruf sei, und bietet ihr an, Flugtickets nach München für sie und die Kinder zu besorgen. Eva sagt ihm, dass sie ihm das Geld nicht zurückzahlen kann, woraufhin Nick erwidert, sie hätte dies bereits getan. Verletzt antwortet Eva, sie hätte gratis mit ihm geschlafen, nimmt die Kinder und geht davon. Nick fühlt sich missverstanden und ist nun ebenfalls beleidigt. An einer Bootsanlegestelle treffen sie wieder aufeinander und gehen, beide tief in ihren Gefühlen verletzt, äußerst kalt miteinander um.
Durch Zufall werden die beiden auf dem vorbeifahrenden Boot von Charlotte und Luis entdeckt, die ihnen daraufhin in einem Boottaxi folgen und auf sich mit dem Hinweis, dies alles erklären zu können, aufmerksam machen. An der nächsten Haltestelle ist nun der Abschied zwischen Nick, Eva und den Kindern gekommen. Rosa will von Nick noch einmal auf den Arm genommen werden, was dieser, offenbar von seiner Kinder-Allergie geheilt, auch tut. Rosa spricht anschließend ihre ersten Worte und sagt Nick, dass sie ihn lieb habe. Eva nimmt dies gerührt zur Kenntnis, blickt aber in das versteinerte Gesicht von Nick. Sie packt traurig ihre Habseligkeiten zusammen und verlässt wortlos das Boot. Auf dem Steg begegnet sie der zusteigenden Charlotte, die sie mit kaltem Blick straft.
Die beiden Paare treffen nun wieder in ursprünglicher Form aufeinander. Nick schenkt seiner Frau jedoch kaum Beachtung und beobachtet stattdessen starr, wie Luis an Land auf Eva einredet. Er bittet sie murmelnd, sich nur einmal zu ihm umzudrehen. Währenddessen bittet Luis Eva um Verzeihung und verspricht ihr, sich zu ändern. So soll zukünftig sie ihren künstlerischen Traum ausleben dürfen. Eva will allerdings keine Versöhnung mit Luis und lässt ihn stehen. Dies wird von Nick und Charlotte aufmerksam verfolgt. Nick bittet Eva erneut murmelnd, sich zu ihm umzudrehen, was diese nicht tut. In seiner Verzweiflung ruft er nach ihr, woraufhin sie stehen bleibt. Nick zerreißt seine Anwaltsunterlagen und wirft sie in Wasser. Er wendet sich ein letztes Mal an Charlotte und sagt ihr, dass weder sie noch er in dieser Ehe glücklich waren. Anschließend steigt er auf die Reling und springt, nach Eva rufend, ins Wasser. Luis eilt zu Eva und beteuert ihr noch einmal, dass er sich ändern werde und sie brauchen würde. Nachdem Nick ihr aus dem Wasser rufend gesteht, sie zu lieben, verlässt Eva jedoch endgültig Luis und springt zu Nick ins Wasser. Sie schwimmt zu ihm und die beiden umarmen sich glücklich.

## Finanzierung
Der Film hatte ein Budget von 4,3 Millionen DM.

## Rezeption

### Kritiken
„Mühselig windet sich Evas Auto durch die Alpen, und diese Komödie sich durch eine sehr konstruiert wirkende Kette von größeren und kleineren Katastrophen. […] Naefes Montageprinzip ist ein relativ regelmäßiger Bildwechsel zwischen den beiden Pärchen, die sich in Venedig auseinanderleben respektive auf dem Weg dorthin zueinanderfinden. An unglaubwürdigen Szenen besteht dabei kein Mangel […]. Am Engagement vor allem dieser beiden Darsteller liegt es sicher nicht, daß “2 Männer, 2 Frauen” mehr als vier Probleme hat. Probleme mit dem Gleichgewicht von Zurückhaltung und Übertreibung, von Natürlichkeit und Künstlichkeit. Probleme mit einer Situationskomik, die abgenutzt wirkt und einer Klamotte häufig nähersteht, als Naefes behauptete Affinität zu Woody Allen dies erwarten ließe.“

„Zwei Paare: hie studentische Behelfsboheme, da Neokonservatismus. Weil die Kellnerin (Aglaia Szyszkowitz) dem Anwalt (Heino Ferch) beweisen will, daß ihre jeweiligen Angetrauten miteinander die Matratze teilen, verschleppt sie ihn an den Tatort des Ehebruchs: Venedig, wie schön. Für dieses Gatten-Napping verbraucht Regisseurin Vivian Naefe zwei Drittel der Filmzeit, etliche alte – und, zugegeben, ein paar sympathische neue – Gags und die Geduld der Zuschauer, denn die ahnen bald, was die beiden Betrogenen in der Stadt der Liebe ereilen wird: Amore. Wie nett.“